# Zigány Edit
Zigány Edit (Fót, 1944. augusztus 21. – Budapest, 2004. december 13.) magyar betűtervező, tipográfus, tanár.

## Élete és munkássága
Valószínűleg Lipcsében tanult a Hochschule für Buchkunst und Grafik-ban. Tanulóéveinek eredményeként elkészült a Pannon antikva első változata, mely később egy nemzetközi betűtervezési pályázaton díjat nyert. A diploma megszerzése után a Móra Ferenc Könyvkiadó munkatársa lett. Olyan neves művészekkel és grafikusokkal dolgozott együtt, mint Reich Károly, Réber László, Kass János, Gyulai Líviusz, Hincz Gyula, Heinzelmann Emma, Szecskó Tamás, Würtz Ádám.
Haiman György figyelt fel rá, ő hívta oktatónak az Iparművészeti Főiskolára. Kivételes tanár volt, melyet talán fémjeleznek legkiválóbb tanítványai: Keresztes Dóra, Kiss István, Kállai Nagy Krisztina, Orosz István, Vida Győző.

## A Pannon antikva utóélete
A Zigány Edit betűjét Boskovitz Oszkár digitalizálja, így lehetőség lesz e szép betűt számítógépen is használni.